# The Hunt (filme de 2020)
The Hunt (bra: A Caçada) é um filme de terror e suspense estadunidense de 2020, dirigido por Craig Zobel e escrito por Nick Cuse e Damon Lindelof. É estrelado por Betty Gilpin, Ike Barinholtz, Amy Madigan, Emma Roberts, Ethan Suplee e Hilary Swank. Foi produzido por Jason Blum através da Blumhouse Productions, junto com Lindelof. 
The Hunt foi lançado nos Estados Unidos em 13 de março de 2020 pela Universal Pictures e recebeu críticas mistas, com elogios à atuação de Gilpin, o humor negro e as cenas de ação, mas com críticas à seu roteiro, mensagens políticas e personagens. O início da pandemia de COVID-19 resultou no fechamento da maioria dos cinemas uma semana após o lançamento do filme, o que resultou em um desempenho franco nas bilheterias, arrecadando apenas US$ 16 milhões.

## Elenco
- Betty Gilpin como Crystal Creasey
- Hilary Swank como Athena Stone
- Ike Barinholtz como Staten Island (Moses)
- Wayne Duvall como Don
- Ethan Suplee como Gary
- Emma Roberts como Yoga Pants
- Chris Berry como Target (Boxer)
- Sturgill Simpson como Vanilla Nice
- Kate Nowlin como Big Red (Molly)
- Amy Madigan como Ma
- Reed Birney como Pop
- Glenn Howerton como Richard

## Recepção
No Rotten Tomatoes, o filme tem uma classificação de aprovação de 57% com base em 263 resenhas, com uma classificação média de 5,90/10. O consenso dos críticos do site diz: "The Hunt é bem-sucedido o suficiente como um thriller de ação sombriamente humorístico, mas vai longe do alvo quando visa uma sátira social oportuna". No Metacritic, o filme tem uma pontuação média ponderada de 50 em 100, com base em 45 críticas, indicando "críticas mistas ou médias". O público do CinemaScore deu ao filme uma nota média de "C+" em uma escala de A + a F. 